# Provinciale weg 365
De provinciale weg 365 (N365) is een provinciale weg in de Nederlandse provincie Groningen. De weg loopt van de N366 bij Alteveer via Vlagtwedde naar de Duitse grens bij Bourtange. Bij Onstwedde sluit de weg aan op de N974, bij Vlagtwedde op de N368 en N976.
Tussen Alteveer en Bourtange is de weg uitgevoerd als gebiedsontsluitingsweg met buiten de bebouwde kom een maximumsnelheid van 80 km/h.  Vanaf Bourtange tot aan de grens is de weg wederom uitgevoerd als gebiedsontsluitingsweg met een maximumsnelheid van 80 km/h.
In de gemeente Stadskanaal heet de weg Beumeesweg, Luringstraat en Kampweg. In de gemeente Westerwolde heet de weg achtereenvolgens Smeerling, Onstwedderweg, Wilhelminastraat, Vledderkamp, Bourtangerstraat, Vlagtwedderstraat, De Meijen, Zodenpandweg en Bisschopsweg.
N34 · N46 · N351 · N353 · N354 · N355 · N356 · N357 · N358 · N359 · N360 · N361 · N362 · N363 · N364 · N365 · N366 · N367 · N368 · N369 · N370 · N371 · N372 · N373 · N374 · N375 · N376 · N377 · N378 · N379 · N380 · N381 · N382 · N383 · N384 · N385 · N386 · N387 · N388 · N390 · N391 · N392 · N393 · N398

N851 · N852 · N853 · N854 · N855 · N856 · N857 · N858 · N860 · N861 · N862 · N863 · N865 · N910 · N913 · N917 · N918 · N919 · N924 · N927 · N928 · N962 · N963 · N964 · N966 · N967 · N969 · N972 · N973 · N974 · N975 · N976 · N977 · N978 · N979 · N980 · N981 · N982 · N983 · N984 · N985 · N986 · N987 · N988 · N989 · N990 · N991 · N992 · N993 · N994 · N995 · N996 · N997 · N998 · N999

Cursief vermelde wegen zijn voormalige provinciale wegen.